# Берлинская телебашня
Берлинская телебашня (нем. Berliner Fernsehturm)  — телебашня (телевизионная башня) на территории Восточного Берлина, является узнаваемым символом столицы ГДР и ФРГ.
Телевизионная башня располагается в столичном районе Митте, недалеко от площади Александерплац. По этой площади башня получила своё второе неофициальное название, которое употребляется, чтобы не путать с телебашнями Шаферберг и Шольцплац, до 1991 года входивших в состав Западного Берлина. Это 368-метровое сооружение является самым высоким в Германии и занимает четвертое место по высоте в Европе. В 1969 году телебашня была второй по высоте в мире. Ежегодно сюда поднимается более миллиона посетителей, благодаря чему Берлинская телебашня вошла в десятку самых популярных достопримечательностей Германии.
Работы по возведению башни, учреждённые Почтой Германии (ГДР), шли с 1965 по 1969 год в историческом центре Берлина, районе Митте. Торжественное открытие состоялось 3 октября 1969 года. Новая телебашня превышала старую радиобашню, возведённую в 20-х годах того же века в западной части города, на целых 220 метров. Сегодня башня – неотъемлемая часть архитектурного облика города, его символ и важный ориентир. Во многих связанных с Берлином фильмах телебашня предстаёт в начальных кадрах наряду с такими символами города, как Бранденбургские ворота, колонна Победы и здание Рейхстага.
Помимо своего главного назначения – трансляции многочисленных радио- и телеканалов, сооружение, внутренне называемое "Телевещательная башня 32", используется также в качестве смотровой площадки. Смотровой этаж находится на высоте 203 м, там же располагается и бар. Чуть выше размещается вращающийся ресторан, позволяющий телебашне стать заманчивым местом для проведения мероприятий. Это величественное, знаменательное для города строение не раз меняло своё символическое значение. В прошлом важная политическая икона ГДР, после воссоединения Германии башня стала эмблемой объединённого Берлина. Благодаря универсальности и бессменной актуальности своих форм, телебашня стала набирающим популярность товарным знаком, с которым весь мир идентифицируют не только Берлин, но и Германию. В 1979 году в ГДР Берлинской телебашне был присвоен статус памятника, который не был утерян и после восстановления единства Германии.

## Расположение
Берлинская телебашня расположена к юго-западу от вокзала Александерплац и к северо-востоку от Маркс-Энгельс-форум. Многие ошибочно полагают, что башня размещена на Александерплац (на самом деле площадь находится к северо-востоку от башни). Ввиду близости знаменитой площади башню нередко называют «Alex-Turm» («Башня Алекс»).
Поезда метро и S-Bahn, а также многие автобусные и трамвайные маршруты проходят через вокзал Alexanderplatz, центральный выход которого как раз ведёт ко входу в телевизионную башню.
Одновременно с телебашней на Александерплац планировалось возвести 125-метровый отель Interhotel Stadt Berlin (построенный в 1970 году и позднее переименованный в Park Inn by Radisson Berlin Alexanderplatz). В 1967—1972 годах немного южнее башни, рядом с Красной ратушей, появился торговый центр Rathauspassagen.

## История

### Предыстория
Во время Европейской вещательной конференции, прошедшей в 1952 году в Стокгольме и распределившей частоты теле- и радиовещания во всей Европе, ГДР, ввиду отсутствия политического признания со стороны большинства европейских стран, смогла заполучить всего лишь два канала. В таких условиях система теле- и радиовещания в Восточном Берлине не могла основываться на работе многочисленных маленьких станций, которым были присущи интерференции, помехи и перебои в трансляции телепередач. Для бесперебойной работы каналов требовался высокопроизводительный сверхмощный передатчик, достигающий максимально возможной высоты. В 1950-е годы в Берлине работало лишь 6 чрезвычайно слабых передающих станций немецкого телевидения.
Уже в 1952 году почта ГДР начала разрабатывать план создания телевизионной башни в Берлине. Изначально её возведение планировалось на юго-востоке города. Строительство началось, но вскоре работы были прерваны: оказалось, что участок находился всего в восьми километрах от аэропорта Берлин-Шёнефельд и высота телебашни могла угрожать безопасности самолётов в зоне воздушных подходов. Попытки найти компромисс ни к чему не привели и в 1956 году строительные работы окончательно остановились. Поиски альтернативных решений продолжались и в последующие годы. Обсуждались такие возможные места для строительства, как район города Фридрихсхайн, но все планы рушились ввиду суровых мер экономии, вызванных высокими затратами на постройку Берлинской стены.
Ещё несколько лет поиск более подходящего места не прекращался. Помимо главной задачи — обеспечить оптимальное вещание — всё большую и большую важность приобретала и другая задача — создание нового символа Берлина. По этой причине в 1964 году правительство стало настаивать на центральном местоположении телебашни. Данную идею поддержало и руководство СЕПГ. Политика сыграла решающую роль в выборе места строительства.
В разработке и реализации телебашни приняли участие различные архитекторы: Герман Хензельман и Йорг Штрайтпарт работали над начальным этапом проекта, тогда как Фриц Дитер, Гюнтер Франке, Вернер Арендт, а также Вальтер Херцог, Герард Козель и Герберт Ауст продолжили работу в 1965—1969 годах.

### Строительство телебашни
Работы над фундаментом начались 4 августа 1965 года и были завершены к концу года. Бетонирование основания телебашни началось 15 марта 1966 года. Этот процесс пошёл настолько быстро, что уже 4 октября была достигнута 100-метровая отметка. 16 июня 1967 года ствол башни достиг своей окончательной высоты. Для реализации этого великана весом в 26 000 тонн и высотой 248,78 метра было использовано общей сложностью 8000 кубометров бетона.
Параллельно возведению ствола шла подготовка шара. Рабочая бригада VEB Ipro занималась процессом подъёма предварительно разделённого на 120 сегментов шара на железобетонный ствол и его сборкой. С целью упростить монтаж в апреле 1967 года на площадке между церковью Святой Марии и Красной ратушей был сооружен 35-метровый макет ствола, на котором предварительно смонтировали сегменты шара. Эти работы продлились до ноября 1967 года. Затраты на строительство, тем временем, выросли от запланированных 33 млн до 95 млн марок. Такой рост был связан, главным образом, с необходимостью оплаты в иностранной валюте элементов конструкции и материалов, импортированных из Западной Германии. В феврале 1968 года началась установка шара на ствол. Последний сегмент шара был установлен 7 октября 1968 года. В течение октября был смотнтирован и шпиль, а также опора для антенны, расположенная на верхней части шара, что позволило посвятить последующие годы внутреннему оснащению телебашни.
В начале 1969 года внутрь шара просочилась вода, нанеся ему существенный ущерб. Впоследствии пришлось провести повторные работы по герметизации объекта. Внутреннее оформление шара было завершено 3 октября 1969 года и практически к тому же времени был подготовлен входной павильон. Строительные работы продлились 53 месяца и, несмотря на все трудности, телебашня была завершена в поистине рекордные сроки. Общие затраты превысили 132 млн марок.
"ТВ- и УКВ-башня Берлина" ("Fernseh- und UKW-Turm Berlin", как гласило её официальное название) в октябре 1969 года была второй по высоте среди телебашен мира. В этом рейтинге её обгоняла только Останкинская телебашня. В списке самых высоких свободно стоящих сооружений в мире в то время Берлинская телевышка занимала третье место после Останкинской телебашни и Эмпайр-стейт-билдинг в Нью-Йорке.

### С момента открытия
3 октября 1969 года председатель СЕПГ Вальтер Ульбрихт вместе со своей женой Лотте и делегацией высокопоставленных лиц (в которую входили Гюнтер Миттаг, Герберт Варнке, Пауль Фернер, Рудольф Шульце, Эрих Хонеккер, Вернер Ламберц и Эрих Мильке) провел торжественное открытие телебашни и запуск второго государственного канала ГДР – DFF 2. Теперь цветное телевидение транслировалось по двум каналам. Для общественности Берлинская телебашня открыла свои двери 7 октября 1969 года, в День Республики.
16 февраля 1970 года телевышка начала транслировать пять УКВ-программ. Первая телепрограмма вышла в эфир 4 апреля 1970 года. В начале 1972 года были завершены два павильона, где находились помещения для выставок, а также информационный центр Berlin-Information, кинотеатр и заведения общественного питания, рассчитанные, в общей сложности, на тысячу посетителей.  В 1975 году были заложены первые правовые основы для охраны памятников и уже в 1979 году Берлинской телебашне был присвоен статус памятника. После того как ГДР прекратила своё существование, статус памятника был письменно зафиксирован Федеративной Республикой.
После объединения Германии в 1990 году многие потребовали сноса башни. Но Федеративная Республика решила сберечь сооружение. Компания Deutsche Telekom, получая телебашню в своё распоряжение, вложила более 50 миллионов марок в модернизацию систем передачи. Само сооружение также было подвергнуто частичной реконструкции. Например, старая антенна стала более мощной после замены шпиля (от 327-го метра и выше). Таким образом башня, достигающая 365 м в высоту, летом 1997 года достигла отметки в 368 метров. Новая передающая антенна была адаптирована для запуска цифрового эфирного телевидения в форматах DVB-T и DVB-T2, начатого в 2002 году.
Телевышка, совместно со многими другими сооружениями Берлина, начиная с 2004 года принимает участие в фестивале огней, проходящем ежегодно в октябре. Уникальное освещение в течение нескольких дней позволяет понаблюдать на башне интересные световые композиции. По случаю проведения чемпионата мира по футболу в 2006 году, в рамках рекламной акции компании Deutsche Telekom AG, шар телебашни был украшен пурпурными пятиугольниками, предавшими ему вид футбольного мяча.

## Технические данные
- Высота с антенной: 368,03 м (до реконструкции антенны в 1997 г. высота составляла 365 м)
- Длина антенны: 118 м
- Диаметр антенны: 1,80 м
- Средняя высота шара: 212 м
- Смотровой этаж на высоте 203,78 м
- Телекафе на высоте 207,53 м (3 поворота за час, первоначально — 1, затем — 2)
- Диаметр основания: 32 м
- Диаметр смотровой площадки: 24 м
- Диаметр телекафе: 29 м
- Диаметр шара: 32 м
- Вес бетонной трубы: 26 000 т
- Вес шара: 4800 т
- Вес антенны: 245 т
- Скорость лифта: 6 м/с
- Глубина фундамента: 5 м
- Наружный диаметр фундамента: 42 м
- Два пассажирских лифта
- Лифт для перевозки оборудования и персонала, работающего в технических помещениях
- Полезная площадь шара: 5 000 кв. м
- На высоте 216 м, 220 м и 224 м располагаются передающие установки для трансляции телевизионных каналов и каналов радио, а также служебные помещения для техников
- На первом этаже, на высоте 200 метров, находится установка для кондиционирования воздуха, немного выше расположен технический ярус, на котором размещается управление системой пожаротушения
- Спасательные площадки на высоте 188 м и 191 м
- 150 антенн теле- и радиовещания на мачте
- Зона вещания – 20 000 кв. км

- Мойка окон

## Курьёзы
Телебашня оказалась в центре нескольких курьёзных историй.

### «Месть папы»
Когда солнце освещает шар из нержавеющей стали, на нём появляется отражение в виде креста. Намекая на атеизм социалистического правительства и дискриминацию церкви в ГДР, берлинцы прозвали этот крест «местью папы». Ходили слухи о том, что архитектор башни побывал на допросе в органах госбезопасности ГДР по подозрению в намеренном проектировании этого оптического эффекта. По другой легенде, один из членов правительства завершил дискуссию словами: «Это не крест, это плюс социализму!»

### Св. Вальтер
Из-за солнечного блика в форме креста на стальном шаре Берлинской башни в солнечную погоду ироничные берлинцы называли её церковью Св. Вальтера, намекая, естественно, на Вальтера Ульбрихта. После смерти Ульбрихта башня получила ещё и прозвище мемориальной церкви Ульбрихта (по аналогии с мемориальной церковью кайзера Вильгельма в Западном Берлине).

## Туризм и посещение телебашни
Берлинская телебашня является не только радиоантенной мачтой, но и туристической достопримечательностью, эмблемой города и местом проведения досуга. Это самое высокое сооружение Европы, открытое для посещения, и вторая по высоте смотровая площадка с открытым доступом в Германии, после тестовой башни в Роттвайле. Только за первые три года после открытия Берлинской телебашни её посетило более 4 млн человек. После воссоединения Германии ежегодное количество гостей телебашни, приезжающих из 90 стран мира, достигло стабильной отметки в 1,2 миллиона. По статистике за 2010 год, количество иностранцев среди посетителей составляло 60 процентов (из них 8,1% – испанцы, лидеры рейтинга, затем — итальянцы – 7,6% и датчане – 6,7%).  Максимальное количество людей, которое может вместить шар одновременно – 320 человек. Из 5000 человек, посещающих башню ежедневно, около 1500 останавливаются в ресторане. Во времена ГДР в телекафе можно было задерживаться не более чем на 60 минут, а на смотровой площадке — всего на 30 минут.
Два пассажирских лифта на 12 человек поднимаются за 40 секунд на смотровую площадку на высоте 203 м, где также находится самый высоко расположенный бар Берлина. Из 60 окон открывается панорамный вид на всю столицу и её окрестности. 21 ступенька отделяет смотровую площадку от вращающегося ресторана, размещённого на высоте 207 метров. Ресторан за час проходит полный оборот в 360°. Кухня ресторана, в целях противопожарной безопасности, размещается у подножия башни. Приготовленные блюда поднимают на лифте и дорабатывают в маленькой кухне, смежной с рестораном. Меры противопожарной безопасности предусматривают также наличие двух эвакуационных платформ и полный запрет на курение на территории всего сооружения. Людям, передвигающимся в инвалидных колясках, и лицам с ограниченными физическими возможностями попасть на телебашню пока не удастся, поскольку в экстренной ситуации они не смогли бы воспользоваться аварийным выходом без посторонней помощи. Животные, детские коляски и крупногабаритный багаж также не допускаются из соображений безопасности.
По прошествии 42 лет с момента открытия, 14 июня 2011 года, бургомистр Берлина, Клаус Воверайт, поприветствовал 50-миллионного посетителя телебашни.  Со смотровой площадки телевизионной башни открывается вид на весь город. При хорошей видимости удаётся разглядеть даже развлекательный парк Tropical Islands, расположенный в 60 км от города.
Башня открыта для посещения круглый год, но время работы меняется в зависимости от времени года. Последний подъём на смотровую площадку осуществляется в 23:30, а вход в ресторан возможен лишь до 23:00. Для проведения праздников, юбилеев, приемов и других торжественных мероприятий зал можно зарезервировать на максимум 200 персон.  На телевышке можно также совершить гражданское бракосочетание. Жениху, невесте и их гостям предоставляется возможность зарезервировать на час бар, расположенный на смотровом этаже (максимум на 30 персон).